# 주어진 수보다 작은 소수의 개수에 관하여
〈주어진 수보다 작은 소수의 개수에 관하여〉(독일어: Über die Anzahl der Primzahlen unter einer gegebenen Größe 위버 디 안찰 데르 프림찰렌 운터 아이너 게게베넨 그뢰세[*])는 베른하르트 리만이 1859년 11월에 베를린 학술원에 발표한 8페이지짜리의 독창적인 논문이다. 비록 이것은 리만이 발표한 수론에 관한 유일한 논문이지만, 19세기말부터 현재에 이르기까지 수많은 연구자들에 영향을 미치고 있는 개념들을 포함하고 있다. 또 이 논문은 증명들을 위한 밑그림들과 발견을 돕는 논증들과 정의들, 그리고 강력한 해석학적 방법론의 응용으로 이루어져 있다. 수학적 증명의 난제로 알려진 리만 가설도 이 논문에 나온다. 이 모든 것들은 근대 해석적 수론의 필수적인 개념과 도구들이 되었다.

## 내용
논문 중의 새로운 정의들은 소개하면 아래와 같다:
- 이전에 오일러가 언급하였던 함수에 대한 그리스 문자 제타의 사용
- s = 1를 제외한 모든 복소수에서 리만 제타 함수 ζ(s)의 해석적 연속
- 감마 함수를 통해 제타 함수와 관련된 전해석 함수 ξ(s) 정의
- {\displaystyle J(0)=0}이고, 소수의 거듭제곱 {\displaystyle p^{n}}에서 {\displaystyle 1/n}씩 증가하는 양의 실수에서 정의된 이산 함수(discrete function) {\displaystyle J(x)}.

다음 증명들을 제시했다.
- {\displaystyle \zeta (s)}의 함수 방정식의 두 가지 증명법
- {\displaystyle \xi (s)}의 무한 곱 형태 표현(일명 {\displaystyle \xi (s)}의 '인수분해')의 증명
- 허수부가 0과 {\displaystyle T} 사이인 임계띠 안의 {\displaystyle \zeta (s)}의 근의 개수의 근사식의 증명

다음 추측을 제시했다.
- 리만 가설

수론에서 다음 새로운 기법을 도입했다.
- 해석적 연속
- 경로적분법
- 푸리에 역변환 정리(Fourier inversion theorem)